# Тисо, Йозеф
Йо́зеф Гашпар Тисо́ (словац. Jozef Gašpar Tiso, венг. Tiszó József; 13 октября 1887, Надьбитче — 18 апреля 1947, Братислава) — словацкий римско-католический священник, президент государства-сателлита нацистской Германии — Первой Словацкой республики, теолог.

## Биография

### Ранние годы
Родился в городке Битча на северо-западе Словакии, был вторым из семи детей в семье. Учился в жилинской гимназии, потом в семинарии в Нитре, откуда его, как талантливого ученика, епископ послал на учёбу в Венский университет, который он окончил в 1910 году. После этого служил священником в Ошчаднице, Райце, Бановцах-над-Бебравоу. В начале Первой мировой войны был военным капелланом австро-венгерской армии; 8 августа 1914 он провёл церковную службу, благословляя отправлявшийся на фронт 71-й Тренчинский пехотный полк.
В августе 1914 Тисо был мобилизован в ряды армии Габсбургов и отправлен в качестве полевого священника на австро-русский фронт. Тисо принял участие в боях под Люблином в конце августа 1914 и позже, вместе со своим полком, в Великом отступлении австро-венгерской армии из Галиции. Во время службы Тисо вел подробный личный дневник, в который он записывал события фронтовой жизни, и свои впечатления (дневник был опубликован в 1915 г. частями в одной венгерской провинциальной газете). В октябре 1914 Тисо был оправлен в тыл в связи с болезнью. На фронт он больше не вернулся.
В 1915 Йозеф Тисо стал ректором Теологической семинарии в Нитре и учителем гимназии, позже профессором теологии. В 1921—1924 был секретарём епископа. В 1924 стал деканом и священником в Бановцах-над-Бебравоу, в этой должности он оставался до 1945 года.

### Межвоенная деятельность
После образования Чехословакии, в 1918 Тисо стал членом Словацкой народной партии (словац. Slovenská ľudová strana, сокращённо SĽS), которая в 1925 году была переименована в Глинкову словацкую народную партию (словац. Hlinkova slovenská ľudová strana, сокращённо HSĽS). Эта партия выступала за автономию Словакии в рамках Чехословакии. В 1923 году она стала крупнейшей в Словакии, и в том же году Тисо был избран в чехословацкий парламент, а в 1927—1929 был министром здравоохранения и спорта. После смерти Андрея Глинки в 1938 Йозеф Тисо фактически стал лидером Глинковой словацкой народной партии, а 1 октября 1939 стал официальным её главой.
В 1938 после оккупации Судет нацистской Германией и эмиграции Президента Бенеша, объединившиеся вокруг ГСНП словацкие оппозиционные партии потребовали создания словацкой автономии. Чехословацкое правительство генерала Я. Сыровы не решилось идти на обострение отношений с ГСНП и назначило Й. Тисо 7 октября 1938 премьер-министром Словакии. В январе 1939 года в Словакии были запрещены все партии кроме HSĽS, Партии Немцев Словакии и Объединённой Венгерской Партии.

### Лидер Первой Словацкой республики
В феврале 1939 немецкие политики стали убеждать словацких политиков провозгласить независимость Словакии. 9 марта 1939 части чехословацкой армии, верные пражскому правительству, заняли территорию Словакии и отстранили Тисо от власти. 13 марта 1939 Гитлер принял Тисо в Берлине и фактически принудил его объявить о независимости Словакии под патронатом нацистской Германии. 14 марта 1939 словацкий парламент провозгласил независимость, а на следующий день немецкие войска оккупировали Чехию. Тисо стал премьер-министром, а 26 октября 1939 — президентом.
3 ноября 1941 г. Тисо посетил оккупированный немцами Киев. Существует мнение, что в результате неудачного покушения на Тисо советскими диверсантами был уничтожен Успенский собор Киево-Печерской лавры. Однако это мнение опровергается воспоминаниями обергруппенфюрера СС Фридриха Еккельна, непосредственно руководившего подрывом. Уничтожение храма немцами было предпринято с целью сокрытия его разграбления, а не в связи с визитом Тисо.
Тисо пытался быть умеренным президентом и часто конфликтовал с откровенно пронемецким правительством Войтеха Туки. Тем не менее, Тисо не скрывал свои антисемитские взгляды и 15 мая 1942 года подписал закон о депортации евреев.
В августе того же года Тисо выступил в Голиче с речью в поддержку принятого закона. Однако закон действовал полгода, и до 1944 года депортации не возобновлялись. За 1942 год из Словакии было депортировано 57 628 евреев; из них, согласно доступным данным[каким?], выжили лишь от 280 до 800 человек.

### Бегство и казнь
В апреле 1945 года, после того, как советская армия освободила Западную Словакию от гитлеровцев, Тисо бежал из страны сначала на территорию Австрии, а затем скрылся в монастыре капуцинов в баварском городе Альтэттинг. 6 июня 1945 года Тисо был арестован американцами и выдан Чехословакии, которая начала в октябре судебный процесс в отношении Йозефа Тисо, Александра Маха и Фердинанда Дюрчанского.
Народный суд Чехословакии обвинял Тисо в ряде преступлений — в государственной измене, сотрудничестве с гитлеровцами, подавлении антифашистского восстания, установлении тоталитарного режима, преследовании евреев, поддержке раздела Чехословакии и т. д. Тисо не признавал свою вину ни по одному пункту, называя себя мучеником словацкого народа и жертвой преследования со стороны коммунистов. 15 апреля 1947 года Тисо был признан виновным по всем статьям и приговорён к смертной казни через повешение с лишением гражданских прав и конфискацией имущества. Прошение о помиловании, направленное президенту Чехословакии Эдварду Бенешу, не было удовлетворено.
18 апреля 1947 Йозеф Тисо был повешен в Братиславе. На казнь он надел католическую сутану. Во избежание того, чтобы могила Тисо стала местом паломничества словацких фашистов, чехословацкое правительство похоронило политика в обстановке секретности. В то же время по Словакии в день казни Тисо прокатилась волна античешских выступлений и беспорядков, а также зазвучали снова призывы к признанию независимости Словакии.
Несмотря на предпринятые чехословацкими властями усилия о проведении похорон Тисо в тайне, стали распространяться слухи, что его могила находится на кладбище Святого Мартина в Братиславе. В апреле 2008 года после эксгумации тела и проведения ДНК-теста было подтверждено, что Йозеф Тисо был похоронен именно на этом кладбище. Его перезахоронили в городе Нитра в базилике Святого Эммерама в соответствии с каноническим правом.

## Мнения
Коммунистические власти Чехословакии считали Тисо не только союзником гитлеровцев, но и клерикальным фашистом. Уже после конца единоличного правления коммунистов и «бархатного развода» в словацком обществе снова разгорелись споры о роли Тисо. Джеймс Мэйс Уорд в написанной им биографии политика утверждал, что эти споры могли если не расколоть страну, то как минимум заставить людей по-новому взглянуть на всю его деятельность. В последующие годы в Словакии ряд политиков стал одобрительно высказываться о Тисо как государственном деятеле. Споры о том, какова была степень вины Йозефа Тисо в депортации евреев из Словакии и реализации антисемитской политики в стране, продолжаются и сейчас.
В 1997 году в Чакайовце был установлен памятник Тисо, который неоднократно повреждали. В Словакии в настоящее время группа сторонников Тисо проводит памятные мероприятия на его могиле, хотя словацкое общество по большому счёту не обращает на это внимания.